# Keita Machida
Keita Machida (町田 啓太 Machida Keita?, Higashiagatsuma, 4 de julio de 1990) es un actor japonés. Es miembro de la compañía teatral Gekidan Exile.
Machida está representado por LDH.

## Biografía
Keita Machida nació el 4 de julio de 1990 en Higashiagatsuma, Japón. Tiene una hermana mayor y una más joven. Aprendió Kendo durante la escuela primaria. Después de graduarse en la escuela secundaria, Machida ingresó en el Instituto de Aviación del Japón en Ishikawa, porque desde su infancia había desarrollado un amor por los aviones y aspiraba a convertirse en piloto. Empezó a bailar cuando estaba en el instituto y se convirtió en el líder de su grupo de baile. En su juventud Machida hace también asistió EXPG Tokyo, una escuela de talento dirigida por LDH.
Machida se unió a Gekidan EXILE el 25 de enero de 2011, después de pasar con éxito la Audición Dai 3kai Gekidan EXILE. En julio de 2011, fue anunciado como miembro candidato de Generations from Exile Tribe y dejó Gekidan EXILE. En septiembre de ese mismo año, se lesionó la pantorrilla derecha.
El 14 de febrero de 2012, se informó en un comunicado oficial que había abandonado como miembro candidato de Generations y que había regresado a Gekidan EXILE para concentrarse en su carrera como actor.
El 20 de noviembre de 2019, Machida lanzó su primer fotolibro titulado BASIC.
El 31 de marzo de 2021, participó como portador de la antorcha olímpica de Tokio 2020, representando a la prefectura de Gunma. En el mismo año fue elegido embajador de la exposición especial para celebrar el 260 aniversario del nacimiento del famoso artista japonés Hokusai.

## Filmografía

### Drama Televisivo
| Año  | Título                                                                                  | Rol                                 | Red           | Notas               | Refs.                |
| ---- | --------------------------------------------------------------------------------------- | ----------------------------------- | ------------- | ------------------- | -------------------- |
| 2011 | Rokudenashi Blues                                                                       | Seiji Wataka                        | NTV           | Episodio 8          |                      |
| 2012 | GTO                                                                                     | Akirashu Gakuen Estudiante anterior | KTV           | Episodio 1          |                      |
| 2012 | Sugarless                                                                               | Osamu Urabe                         | NTV           |                     |                      |
| 2013 | Monsieur!                                                                               | Masaya Baba                         | CBC           |                     |                      |
| 2013 | Kamen Teacher                                                                           | Ichiro Inukami                      | NTV           |                     |                      |
| 2014 | Senryokugai Sousakan                                                                    | Yasuhiro Kobayakawa (Young)         | NTV           | Episodio 9          |                      |
| 2014 | Hanako to Anne                                                                          | Ikuya Muraoka                       | NHK           | Asadora             | [ 10 ]               |
| 2014 | Petero no Sōretsu                                                                       | Yusuke Tanaka                       | TBS           |                     |                      |
| 2014 | Honto ni Atta Kowai Hanashi: 15.º Aniversario Especial                                  |                                     | Fuji TV       |                     |                      |
| 2015 | Ryuusei Vagón                                                                           | Koga                                | TBS           |                     |                      |
| 2015 | Tenshi no Knife                                                                         | Keiji Nagaoka                       | Wowow         |                     | [ 11 ]               |
| 2015 | Bijo A Danshi                                                                           | Ryo Sakisaka                        | NHK           |                     | [ 12 ] [ 13 ]        |
| 2015 | Alto＆Abajo: La Historia de S.W.O.R.D.                                                  | Noboru Harada                       | NTV           |                     | [ 14 ]               |
| 2015 | Gattan Gattan: Soredemo Va                                                              | Shinichi Morita                     | NHK BS-P      | Personaje principal | [ 15 ] [ 16 ]        |
| 2016 | Sumika Sumire: 45-sai Wakagaetta Onna                                                   | Yusei Masahiro                      | TV Asahi      |                     | [ 17 ] [ 18 ] [ 19 ] |
| 2016 | High & Low 2                                                                            | Noboru Harada                       | NTV           |                     |                      |
| 2017 | Kanjou 8-go Sen / Línea de Ring Road 8                                                  | Kawashima                           | Fuji TV       | Episodio 3          |                      |
| 2017 | Hito wa Mita Me ga 100 % / Es Todo Sobre las Miradas                                    | Takuma Maruo                        | Fuji TV       |                     | [ 20 ] [ 21 ]        |
| 2017 | Teinen Joshi                                                                            | Yosuke Mizoguchi                    | NHK           |                     |                      |
| 2018 | Last Chance                                                                             | Seizo Sugiyama                      | TV Tokyo      |                     |                      |
| 2018 | Joshi-teki Seikatsu / Vida Como Chica                                                   | Tadaomi Goto                        | NHK           |                     |                      |
| 2018 | Segodon                                                                                 | Komatsu Tatewaki                    | NHK           | Taiga               | [ 22 ] [ 23 ]        |
| 2018 | Prince of Legend                                                                        | Riichi Yuki                         | NTV           |                     | [ 24 ]               |
| 2018 | Chuugakusei Nikki                                                                       | Shotaro Kawai                       | TBS           |                     | [ 25 ]               |
| 2019 | Nusumareta Kao                                                                          | Ryohei Tani                         | Wowow         |                     |                      |
| 2019 | Princess Michiko historia de sufrimiento y amor desconocidos                            | Seiji Goto                          | Fuji TV       |                     |                      |
| 2019 | Hotarugusa Nana no Ken                                                                  | Ichinoshin Kazahaya                 | NHK BS-P      |                     | [ 26 ]               |
| 2019 | Parallel Tokyo                                                                          | Koichi Saito                        | NHK           |                     |                      |
| 2019 | Uncontrol Icono de frontera                                                             |                                     | TV            | Episodio 1          | [ 27 ] [ 28 ]        |
| 2020 | Joshikousei no Mudazukai                                                                | Masataka Sawatari/Waseda            | Asahi TV      |                     | [ 29 ] [ 30 ]        |
| 2020 | Guilty: Kono Koi wa Tsumi desu ka?                                                      | Keiichi Akiyama                     | YTV, NTV      |                     | [ 31 ]               |
| 2020 | Akiko no Piano: Hibakushita Piano ga Kanaderu Oto                                       | Shigeru Takeuchi                    | NHK BS-P & 4K |                     |                      |
| 2020 | ¡Magia de la cereza! ¡¿Treinta años de virginidad pueden convertirte en un mago?!       | Yuichi Kurosawa                     | TV Tokyo      |                     | [ 32 ]               |
| 2021 | Nishiogikubo Mitsuboshi Youshudo                                                        | Ryoichiro Amamiya                   | TVK, MBS      | Protagonista        | [ 33 ]               |
| 2021 | Seiten wo Tsuke                                                                         | Hijikata Toshizō                    | NHK           | Taiga               | [ 34 ]               |
| 2021 | Uso kara hajimaru koi                                                                   | Kamoshita Junnosuke                 | NTV           |                     | [ 35 ]               |
| 2021 | 21 Seiki no fukuzatsu shakai o chō teigi                                                | Kazuhiro Ienaga                     | NHK           |                     | [ 36 ]               |
| 2021 | Super Rich                                                                              | Sora Miyamura                       | Fuji TV       |                     | [ 37 ]               |
| 2022 | Boku o shujinkō ni shita manga o kaite kudasai sore o sarani dorama-ka mo shi chaimasu! | Gonta Tamachi                       | TV Tokyo      | Protagonista        | [ 38 ]               |
| 2022 | Teppachi!                                                                               | Kokusho Hiroshi                     | Fuji TV       | Protagonista        | [ 39 ]               |
| 2023 | Ichigeki                                                                                | Ichizo                              | NHK           |                     | [ 40 ]               |
| 2023 | Fixer                                                                                   | Tatsuya Watanabe                    | WOWOW         |                     | [ 41 ]               |

### Películas
| Año  | Título                                           | Rol               | Notas                             | Ref.          |
| ---- | ------------------------------------------------ | ----------------- | --------------------------------- | ------------- |
| 2012 | Double Sky!                                      |                   |                                   |               |
| 2012 | Tatoeba Limón                                    | Gigoló, Hiro      |                                   |               |
| 2013 | Diamond                                          | Taketo            |                                   |               |
| 2014 | Senpai, Kiss Shiteī desu ka                      | Shota             | Personaje principal; Cortometraje |               |
| 2015 | Sukimasuki                                       | Heisaku           | Personaje principal               | [ 42 ]        |
| 2015 | Gekijourei                                       | Hiroshi Izumi     |                                   | [ 43 ]        |
| 2016 | Road to High & Low                               | Noboru Harada     |                                   |               |
| 2016 | High & Low The Movie                             | Noboru Harada     |                                   |               |
| 2016 | High & Low The Red Rain                          | Noboru Harada     |                                   |               |
| 2017 | High & Low The Movie 2 / End of Sky              | Noboru Harada     |                                   |               |
| 2017 | High & Low The Movie 3 / Final Mission           | Noboru Harada     |                                   |               |
| 2017 | Koinowa: Konkatsu Navegando                      |                   |                                   | [ 44 ]        |
| 2018 | Cinema Fighters - "Sitio Terminal"               | Shunsuke Kitagawa | Personaje principal; Cortometraje |               |
| 2018 | Over Drive                                       | Junpei Masuda     |                                   |               |
| 2018 | Jam                                              | Takeru            |                                   | [ 45 ] [ 46 ] |
| 2019 | Nikaido-ke Monogatari                            | Yōsuke            |                                   | [ 47 ]        |
| 2019 | L-DK: Dos Amores, Debajo Un Techo                | Soju Kugayama     |                                   |               |
| 2019 | Prince of Legend                                 | Riichi Yuki       |                                   |               |
| 2020 | Project Dreams: How to Build Mazinger Z's Hangar | Yamada            |                                   | [ 48 ]        |
| 2020 | Kimi no Me ga Toikakete Iru                      | Kyosuke Sakuma    |                                   | [ 49 ]        |
| 2022 | Cherry Magic! the movie                          | Yuichi Kurosawa   |                                   | [ 50 ]        |
| 2022 | Taiyo to Bolero                                  | Keisuke Tanoura   |                                   | [ 51 ]        |

### Teatro
| Año  | Título                                                                              | Rol               | Notas               | Ref.          |
| ---- | ----------------------------------------------------------------------------------- | ----------------- | ------------------- | ------------- |
| 2010 | Rokudenashi Blues                                                                   | Beishime Sawamura |                     | [ 52 ]        |
| 2012 | Peach Boy                                                                           |                   |                     |               |
| 2012 | Rōdoku Geki: Hōsō Kinshi                                                            |                   |                     |               |
| 2012 | Akasaka Dance Dance Dance                                                           |                   |                     |               |
| 2012 | Attaku Núm. 1                                                                       | Furuse-chūi       |                     |               |
| 2013 | Sadako: Tanjō Hiwa                                                                  | Hiroshi Toyama    | Personaje principal | [ 53 ] [ 54 ] |
| 2013 | Monsieur!                                                                           | Masaya Baba       |                     |               |
| 2014 | Mayuge Ichizoku No Inbō                                                             |                   |                     |               |
| 2016 | Aitakute...                                                                         |                   |                     |               |
| 2020 | GEKIDAN EXILE "Yusha no Tame ni Kane wa Naru / La Campana Suena para los Valientes" |                   |                     | [ 55 ] [ 56 ] |
| 2020 | Leyendo Acto de Libro de la obra "Geinin Koukan Nikki"                              |                   |                     | [ 57 ]        |

### Drama de Internet
| Año  | Título                                                            | Rol                 | Red            | Notas      | Ref.          |
| ---- | ----------------------------------------------------------------- | ------------------- | -------------- | ---------- | ------------- |
| 2012 | Kimitoboku to no Yakusoku                                         |                     | BeeTV          | Episodio 3 |               |
| 2014 | Renai wa Hitsuzendearu: Obra de Wakaru! Shin Kankaku Renai Hōsoku | Itsuki Yukimura     | d Video, BeeTV | Episodio 6 |               |
| 2017 | Love or Not                                                       | Wataru Sano         | dTV, FOD       |            | [ 58 ] [ 59 ] |
| 2018 | Love or Not 2                                                     | Wataru Sano         | dTV            |            |               |
| 2020 | Alice in Borderland                                               | Daikichi Karube     | Netflix        |            |               |
| 2021 | Uso Kara Hajimaru Koi - Hulu Special                              | Kamoshita Junnosuke | Hulu           |            | [ 60 ]        |
| 2021 | JAM -the drama-                                                   | Takeru Nishino      | ABEMA          |            | [ 61 ]        |
|      |                                                                   |                     |                |            |               |

### Drama Radiofónico
| Año  | Título           | Función         | Red    | Ref.   |
| ---- | ---------------- | --------------- | ------ | ------ |
| 2019 | Shinjuku no neko | Haruta Yamazaki | NHK-FM | [ 62 ] |

### Serie de Televisión
| Año  | Título                     | Red    | Notas                |
| ---- | -------------------------- | ------ | -------------------- |
| 2015 | Otakara! Backyard Hunter!! | NHK TV | Backyard Hunter (MC) |
| 2016 | Hakkutsu! Otakara Galleria | NHK TV | Comisario            |

### Vídeos de música
| Año  | Título                                           | Ref.   |
| ---- | ------------------------------------------------ | ------ |
| 2011 | Sandaime J Soul Brothers "Fighters"              | [ 63 ] |
| 2016 | Doberman Inifinity "Do or Die"                   | [ 64 ] |
| 2022 | Generations from EXILE Tribe "Chikara no Kagiri" | [ 65 ] |

### Concierto en vivo
| Año  | Título             |
| ---- | ------------------ |
| 2016 | High & Low El Vivo |

### Actuación de voz
| Año  | Título                                                   | Rol    |
| ---- | -------------------------------------------------------- | ------ |
| 2017 | High & Low G-Sword Edición Especial del DVD de Animación | Noboru |

### Videojuego
| Año  | Título                       | Rol         | Notas                                                     |
| ---- | ---------------------------- | ----------- | --------------------------------------------------------- |
| 2019 | Prince Of Legend Love Royale | Riichi Yuki | - Publicado el 25 de marzo - Disponible en iOS / Androide |

## Fotolibro
|   | Año  | Título                                              | Ref.   |
| - | ---- | --------------------------------------------------- | ------ |
|   | 2017 | "HIGH & LOW LA FOTOGRAFÍA" NOBORU(ノボル)／町田啓太 | [ 66 ] |
| 1 | 2019 | BASIC                                               | [ 67 ] |
|   | 2020 | BASICO Otra Edición                                 | [ 68 ] |

## Premios y nombramientos
| Año  | Premio                                                  | Categoría              | Trabajo nominado                                                                  | Resultado | Ref.   |
| ---- | ------------------------------------------------------- | ---------------------- | --------------------------------------------------------------------------------- | --------- | ------ |
| 2020 | KKTV K劇大賞 K Drama award                              | Mejor actor de reparto | ¡Magia de la cereza! ¡¿Treinta años de virginidad pueden convertirte en un mago?! | Ganador   | [ 69 ] |
| 2020 | La 106.ª edición de The Television Drama Academy Awards | Mejor actor de reparto | ¡Magia de la cereza! ¡¿Treinta años de virginidad pueden convertirte en un mago?! | Ganador   | [ 70 ] |
| 2020 | La 30a edición de TV LIFE Dorama of the year            | Mejor actor de reparto | ¡Magia de la cereza! ¡¿Treinta años de virginidad pueden convertirte en un mago?! | Ganador   | [ 71 ] |
| 2021 | La 31a edición de TV LIFE Dorama of the year            | Mejor actor de reparto | SUPER RICH                                                                        | Ganador   | [ 72 ] |
| 2022 | GQ JAPÓN Hombres del año 2022                           | Mejor actor revelación |                                                                                   | Ganador   | [ 73 ] |